# Clyde (Texas)
Pour les articles homonymes, voir Clyde.
La ville de Clyde est située dans le comté de Callahan, dans l’État du Texas, aux États-Unis. Sa population s’élevait à 3 713 habitants lors du recensement de 2010, estimée à 3 842 habitants en 2016.

## Source
- (en) Cet article est partiellement ou en totalité issu de l’article de Wikipédia en anglais intitulé « Clyde, Texas » (voir la liste des auteurs).

1. ↑  « Population and Housing Unit Estimates » (consulté le 9 juin 2017)
2. ↑  « Census of Population and Housing » [archive du 12 mai 2015], Census.gov (consulté le 4 juin 2015)